# Kettlersville (Ohio)
Kettlersville es una villa ubicada en el condado de Shelby en el estado estadounidense de Ohio. En el Censo de 2010 tenía una población de 179 habitantes y una densidad poblacional de 67,43 personas por km².

## Geografía
Kettlersville se encuentra ubicada en las coordenadas 40°26′20″N 84°15′40″O / 40.43889, -84.26111. Según la Oficina del Censo de los Estados Unidos, Kettlersville tiene una superficie total de 2.65 km², de la cual 2.64 km² corresponden a tierra firme y (0.39%) 0.01 km² es agua.

## Demografía
Según el censo de 2010, había 179 personas residiendo en Kettlersville. La densidad de población era de 67,43 hab./km². De los 179 habitantes, Kettlersville estaba compuesto por el 98.88% blancos, el 0% eran afroamericanos, el 0% eran amerindios, el 0% eran asiáticos, el 1.12% eran isleños del Pacífico, el 0% eran de otras razas y el 0% pertenecían a dos o más razas. Del total de la población el 2.23% eran hispanos o latinos de cualquier raza.